# Сидение на лице

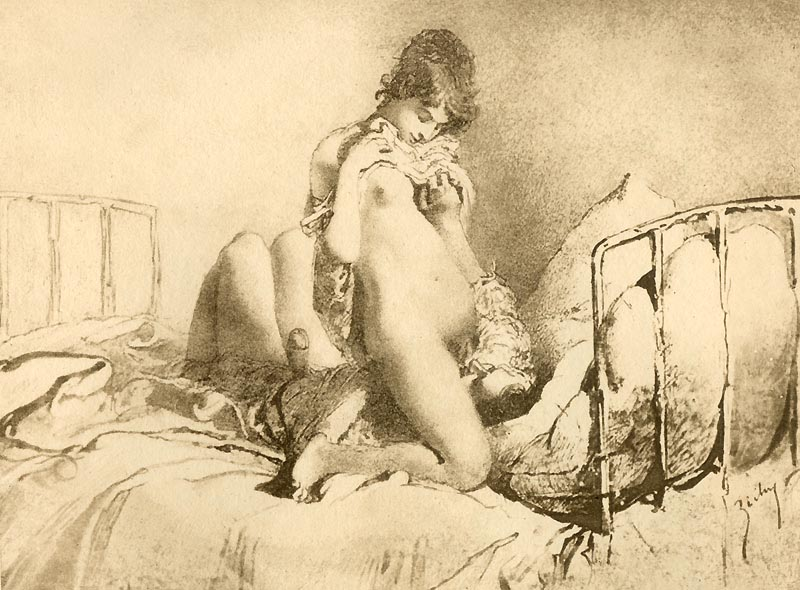
Рисунок Михая Зичи

Сидение на лице (англ. facesitting; часто транслитерируется в фейсситтинг) — сексуальная практика, при которой верхний партнёр сидит на лице нижнего, обычно инициируя орально-генитальный или орально-анальный контакт.
Имеет широкое распространение в контексте БДСМ (в данном случае, Б/Д- и Д/С-практики), но применяется и вне этой субкультуры. Используется фейсситтинг, как правило, в фемдоме (отношения, где женщина доминирует над мужчиной).
Сидение на лице часто используется для игровых унижений и для сексуального удовлетворения. Оно также используется парами для куннилингуса, когда женщина сгибает колени и садится на мужчину, но располагается скорее на верхней части грудной клетки, чем на лице.
Фейсситтинг практикуют в основном в трёх видах — «лицом к лицу», «лицом к ногам» и «боком». Первый вариант более всего подходит для оральных ласк и достижения эффекта морального унижения, так как позволяет верхнему без труда заглянуть в глаза нижнему, наблюдать за всеми его действиями. Второй вариант очень удобен для анилингуса (орального стимулирования анального отверстия партнёра), а также позволяет садиться на лицо нижнего полным весом, что увеличивает эффект.
Для фейсситтинга совсем необязательно полное обнажение Верхнего. Он может сидеть и в одежде. Это явление можно объяснить в том числе и фетишизмом. Кроме того, в фемдоме домины часто исключают для себя сексуальные контакты с нижними, используя их исключительно, как живую мебель. Данная модель поведения, несомненно, несёт оттенок морального унижения. Практикуя фейсситтинг в одежде, Домина как бы напоминает нижнему, что тот всего лишь раб своей Госпожи и недостоин касаться лицом её обнажённых гениталий.
Во время классического фейсситтинга недостаток кислорода у нижнего партнёра не предполагается. Впрочем, в БДСМ иногда применяется техника контроля дыхания. Игры с контролем дыхания при фейсситтинге могут быть крайне опасны для здоровья нижнего, поэтому необходимо с осторожностью применять данный вариант.

## В культуре
- Описан в русской былине «Камское побоище»[3][4].
- В 1977 году комик-группа «Монти Пайтон» записала песню Sit on My Face[англ.] (с англ. — «Сядь мне на лицо»)[5].
- В 2019 году российское представительство компании «Reebok» запустило рекламную кампанию с использованием лозунгов-цитат, в том числе лозунга «Пересядь с иглы мужского одобрения на мужское лицо»[6][7][8]. Кампания стала успешной и привела к росту продаж товаров[9].
- В 2020 году группа Anacondaz совместно с группой «Кис-Кис» выпустила песню[10] и видеоклип[11] «Сядь мне на лицо».